# Vesztesek és győztesek
A Vesztesek és győztesek, alcíme: Velünk az Isten! (eredeti cím: Gott mit uns (Dio e con noi)) 1969-ben bemutatott olasz–jugoszláv háborús filmdráma, amelynek főszereplői Richard Johnson és Franco Nero. Ebben a filmben Bud Spencernek csak mellékszerepe volt. Az élőszereplős játékfilm rendezője Giuliano Montaldo, producere Silvio Clementelli. A forgatókönyvet Andréa Barbato és Giuliano Montaldo írta, a zenéjét Ennio Morricone szerezte. A mozifilm a Clesi Cinematografica és a Jadran Film gyártásában készült. 
Olaszországban 1969. szeptember 9-én mutatták be a mozikban. Magyarországon viszonylag kevés késéssel bemutatták, a mozikban feliratos változatban vetítették. A magyar változatot 1994. április 19-én az MTV2-n vetítették le a televízióban.

## Cselekmény
A film 1945 májusában, a II. világháború végóráiban játszódik. A holland Emmen városban, a kanadaiak hadifogolytábort vezetnek. A német katonáknak von Bleicher ezredes parancsol, aki mindenáron be akarja bizonyítani, hogy a vereség nem befolyásolja a Wehrmacht morálját. A táborba két dezertőr érkezik – Grauber és Schultz. Mikor ezt megtudják a németek, hadbíróság elé állítják és halálra ítélik őket. A kanadai tábori hatalmak – sok vita után – lehetővé teszik a kivégzés végrehajtását. A Németország kapitulációja utáni 5. napon, a kanadaiak által ellenőrzött és felfegyverzett kivégzőosztag lelövi Graubert és Schultzot.

## Szereplők
| Szereplő                   | Színész            | Magyar hang          |
| -------------------------- | ------------------ | -------------------- |
| John Miller százados       | Richard Johnson    | Harsányi Gábor       |
| Bruno Grauber zászlós      | Franco Nero        | Szakácsi Sándor      |
| Reiner Schultz tizedes     | Larry Aubrey       | Felföldi László      |
| von Bleicher ezredes       | Helmuth Schneider  | Vass Gábor           |
| Snow tábornok              | Michael Goodliffe  | Dobránszky Zoltán    |
| George Romney hadnagy      | Relja Bašić        | Surányi Imre         |
| Gleason                    | Emilio Delle Piane | Gruber Hugó          |
| Trevor                     | Enrico Osterman    | Szabó Sipos Barnabás |
| Jelinek tizedes            | Bud Spencer        | Ujlaki Dénes         |
| Rennie, tisztorvos         | Rade Serbedzija    | Orosz István         |
| Dick, Millers barátja      | T. P. McKenna      | Papp János           |
| MacDonald, Millers barátja | Graham Armitage    | Balázsi Gyula        |
| Branddt őrnagy             | Demeter Bitenc     | Buss Gyula           |

További magyar hangok: Kisfalvi Krisztina, Wohlmuth István